# Kassandra Wedel
Kassandra Wedel (* 1984 in Hessen) ist eine deutsche Tänzerin, Hip-Hop-Tanztrainerin und Schauspielerin.

## Leben
Kassandra Wedel tanzt seit dem dritten Lebensjahr. Damals bekam sie zunächst Ballettunterricht. Mit vier Jahren verlor sie ihr Gehör als Folge eines Autounfalls. Sie bemerkte, dass Tanzen auch ohne hörbare Musik möglich ist – es reichen die Vibrationen der Musikinstrumente, vor allem der Bässe. Im Alter von 13 Jahren entdeckte sie ihre Leidenschaft für Hip-Hop und gab schon bald Tanzunterricht für Hörgeschädigte. Noch vor dem Abitur absolvierte sie eine Ausbildung zur Tanzlehrerin und unterrichtet seitdem schwerhörige, gehörlose und hörende Menschen. Sie ist europaweit die erste gehörlose ausgebildete Hip-Hop-Tanzlehrerin.
Schon als Kind spielte Kassandra Wedel Theater. Mittlerweile hat sie ihr Studium der Theaterwissenschaften und Kunstpädagogik erfolgreich in München abgeschlossen und arbeitet auch als Schauspielerin. Sie spielte in einigen Tanztheaterprojekten mit sowie beim Deutschen Gehörlosen-Theater in dem Stück Alice im Wunderland die Hauptrolle der Alice.
2015 hatte sie eine Nebenrolle in der zweiteiligen Polizeiruf-110-Folge Wendemanöver, jedoch wurde ihre Rolle aus der fertigen Fassung des Films komplett herausgeschnitten.
Im Januar 2016 spielte sie dann eine größere Nebenrolle in der saarländischen Tatort-Episode Totenstille, der ersten Tatort-Episode mit mehreren gehörlosen Darstellern. Die Rolle im Tatort war von ihrer Persönlichkeit inspiriert, tanzte und hieß ebenfalls Kassandra.
In der Tanzshow Deutschland tanzt (ProSieben) tanzte sich Kassandra Wedel im November 2016 zum Publikumsliebling und belegte im Finale den 1. Platz vor Oliver Pocher und Fernanda Brandão.
Im Frühjahr 2017 spielte sie bei der Opernproduktion AscheMOND oder The Fairy Queen von Helmut Oehring an der Wuppertaler Oper die Titelrolle.
Von Juni 2022 bis Juni 2023 war Kassandra Wedel als Oberärztin der Neurochirurgie Dr. Alica Lipp in einer Hauptrolle in der ARD-Vorabendserie In aller Freundschaft – Die jungen Ärzte zu sehen. 2023 war sie die Hauptdarstellerin in dem Musikvideo Du liebst mich nicht des Rappers Sido.
2024 wurde ihr das Bundesverdienstkreuz am Bande verliehen.

## Erfolge
Kassandra Wedel hat seit 2001 einige Hip-Hop-Meisterschaften gewonnen, sowohl beim Formationstanzen (u. a. Deutsche Meisterin 2001, Vizemeisterin 2002/2003, Europameisterin 2008) als auch solo, wobei sie sich als Gehörlose zwischen Hörenden behauptete. Zusammen mit ihrer Tanzpartnerin Cora Friebl wurde Wedel 2012 Hip-Hop-Weltmeisterin.

## Filmografie
- 2015: Polizeiruf 110: Wendemanöver (Szenen wurden aus der Endfassung herausgeschnitten)
- 2016: Tatort: Totenstille
- 2016: Tatort: Auf einen Schlag
- 2016: Dr. Klein (Episode: Zeichen)
- 2019: Hubert ohne Staller (Episode: Jäger des verlorenen Hutes)
- 2020: Käthe und ich:
  - 2020: Käthe und ich: Zurück ins Leben
  - 2020: Käthe und ich: Papakind
- 2022–2023: In aller Freundschaft – Die jungen Ärzte

## Fernsehauftritte
- 2016: Deutschland tanzt